# 深澳線
深澳線是由臺灣鐵路公司（原臺灣鐵路管理局）經營的鐵路支線，於1967年開始營運。於1989年停止客運業務，僅保留一小段作為深澳電廠煤運專用線。2007年因電廠改建而停用，2014年1月9日因應國立海洋科技博物館的交通需求而恢復客運。

## 路線資料
- 經營管轄：臺灣鐵路管理局
臺灣鐵路公司
- 路線距離：
  - 瑞芳＝八斗子間4.7公里
  - 深澳＝濂洞間6.3公里（已廢止）
- 軌距：1,067毫米
- 車站數：3（含起訖車站；2006年5月）

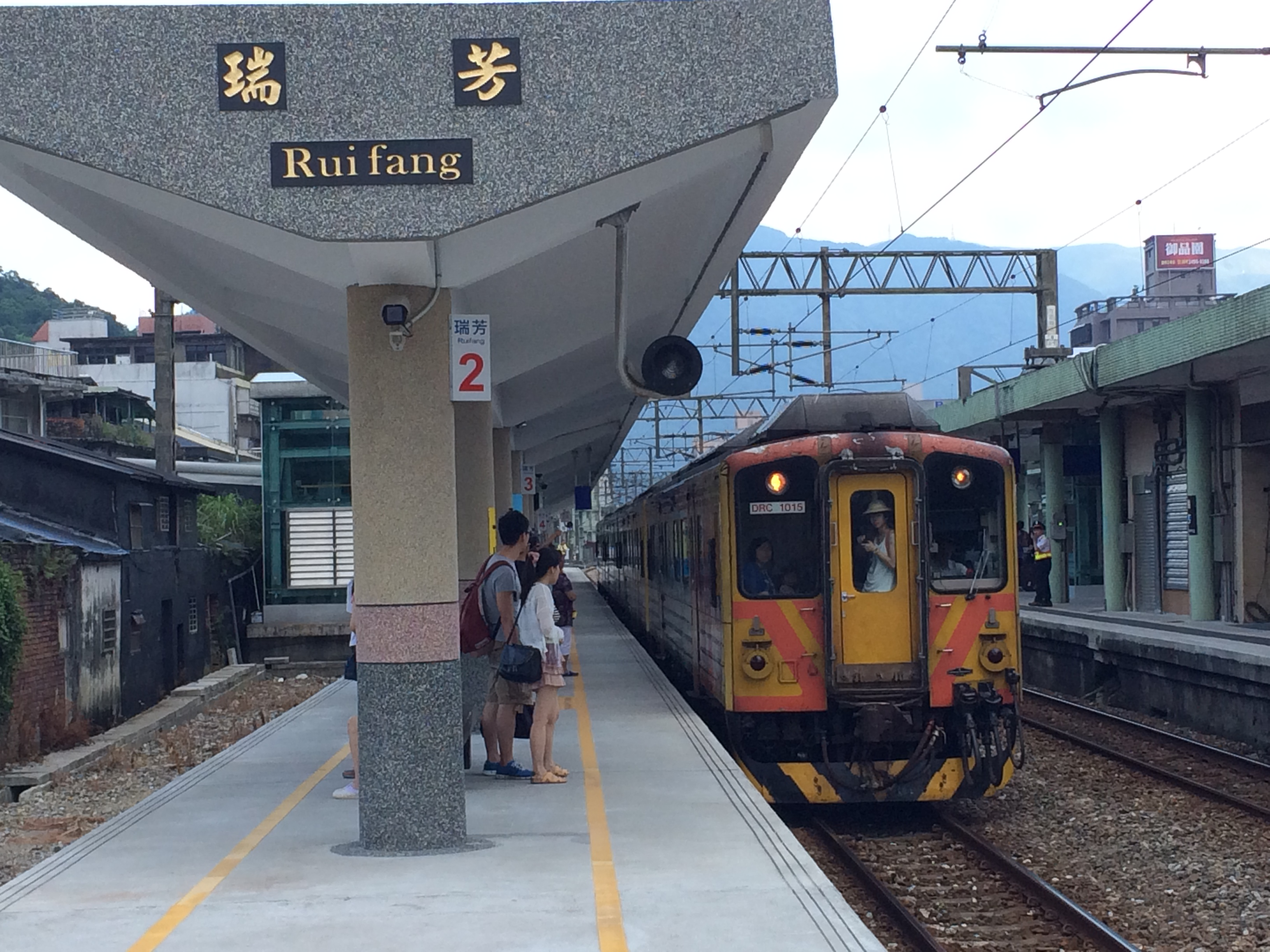
停靠在瑞芳車站，與平溪線直通運轉的海科館-菁桐DR1000列車

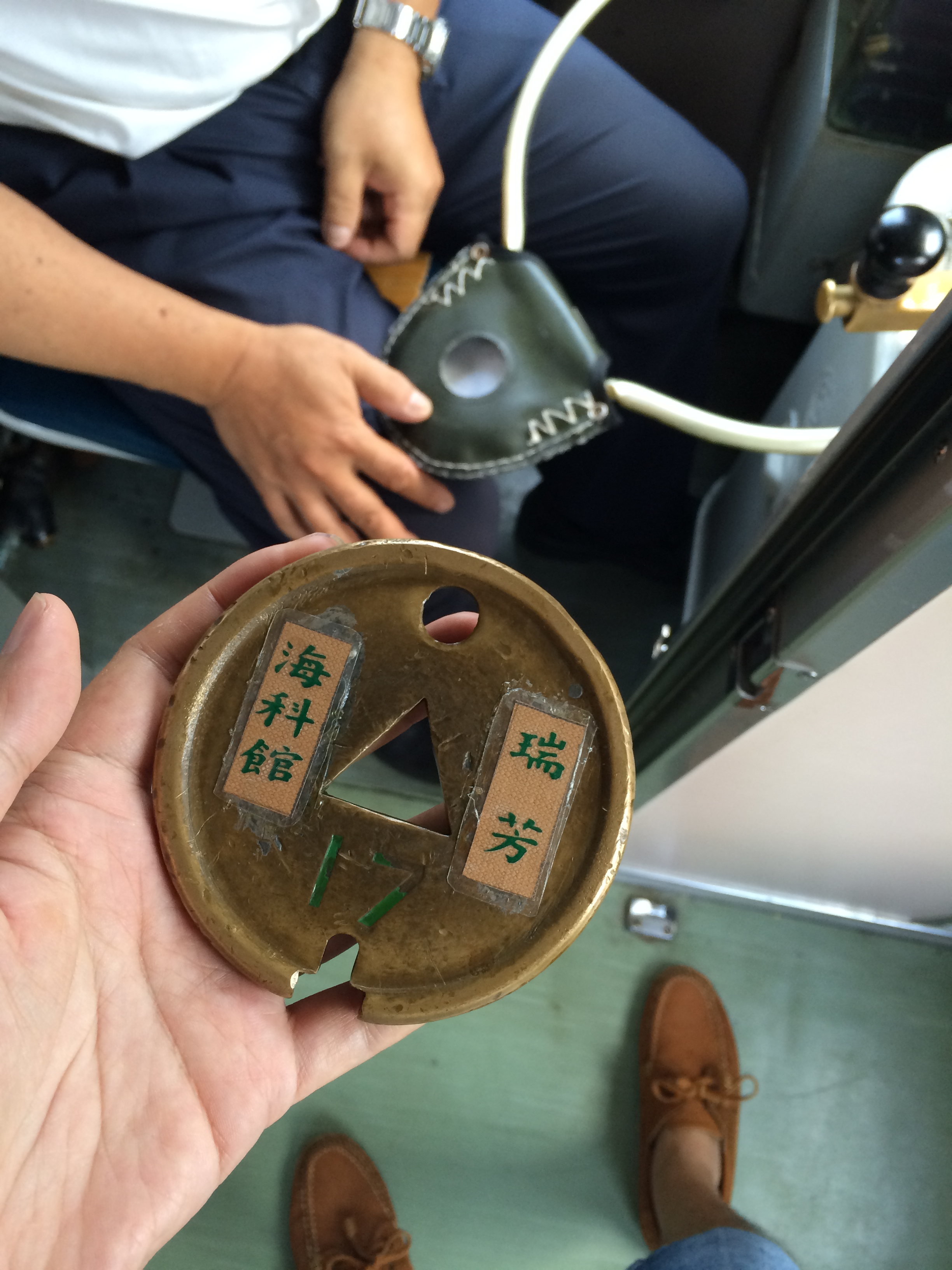
在瑞芳至海科館間所使用的路牌

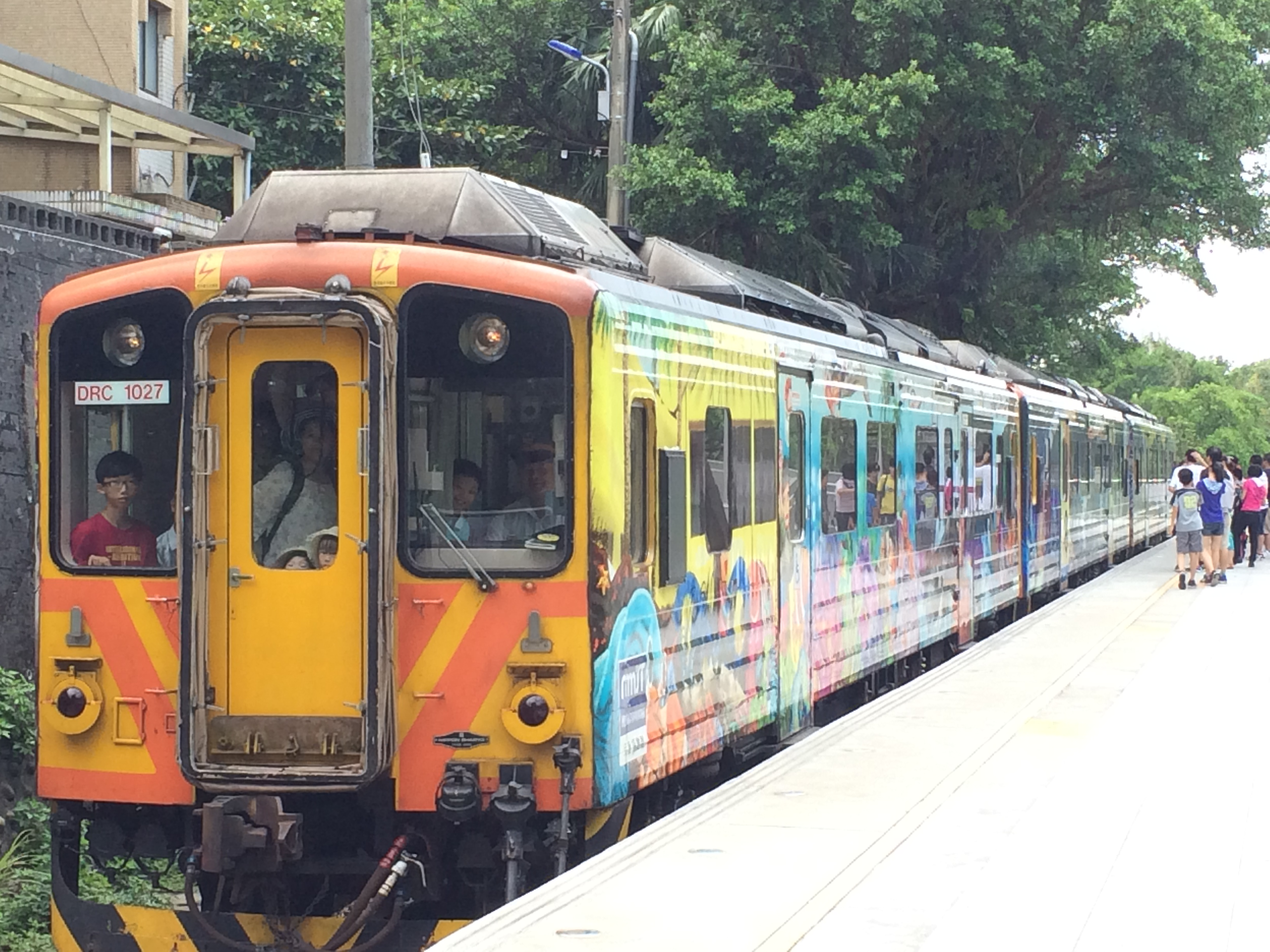
停靠在海科館站的DR1000列車

- 開業時間：1967年－2007年，2014年－。
  - 1967年8月25日：全線開通。
  - 1977年：因北部濱海公路工程濂洞海濱間停駛。
  - 1986年：復駛，但終點站由濂洞車站縮駛至海濱車站。
  - 1989年8月21日：結束客運業務。
  - 2007年9月6日：結束貨運業務。
  - 2008年將深澳坑冷凍廠旁的深澳線高架路段與汽機車路段合併，並建造平交道，為2014年的海科館-瑞芳的深澳線復駛做準備。
  - 2014年1月9日：二度復駛。
- 雙線區間：無（全線單線）
- 電化區間：無
- 由海科館站穿過一號隧道後的路段沿台灣東北海濱而行。

## 概要

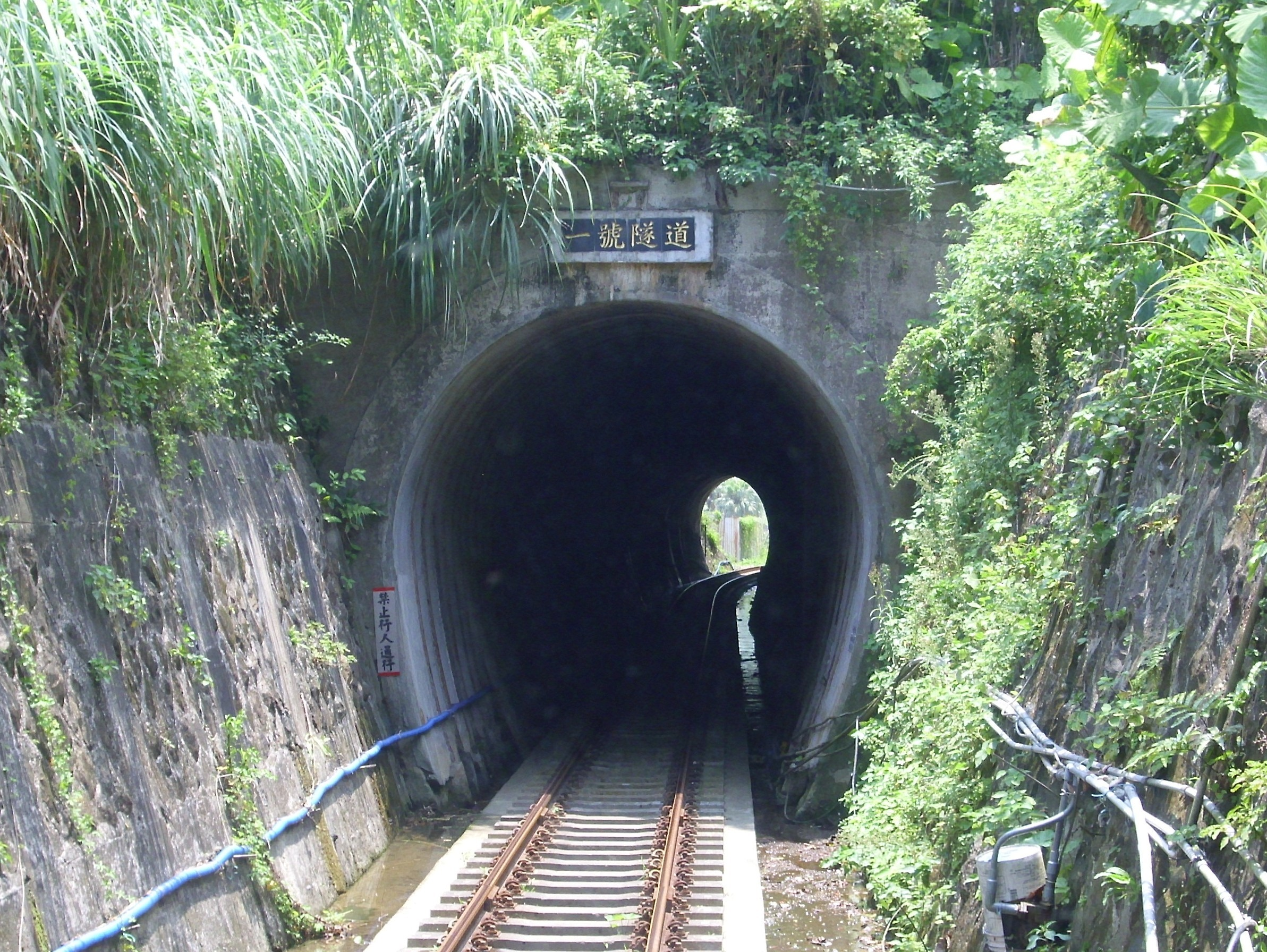
位於海科館車站與八斗子車站之間的一號隧道

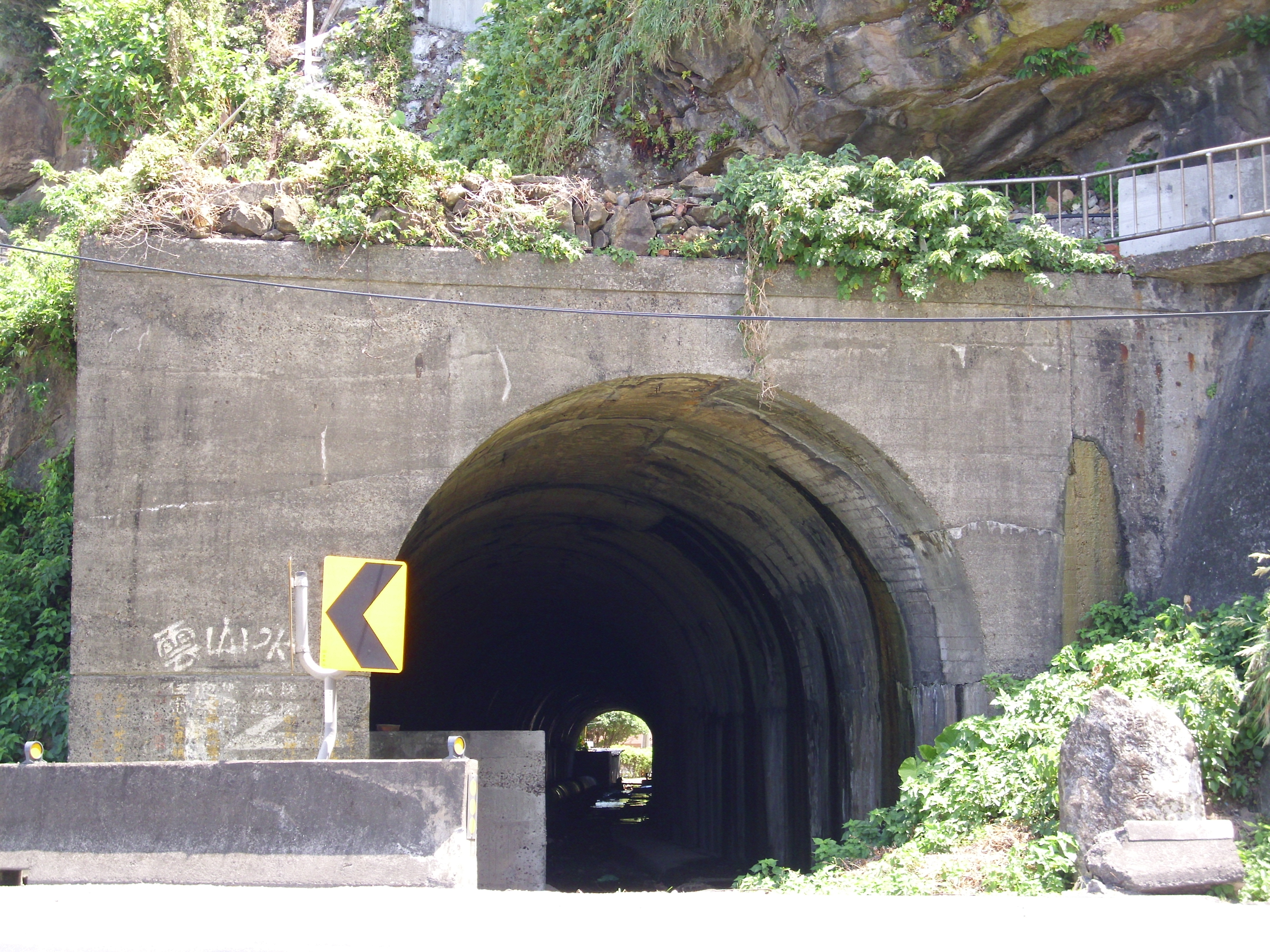
通往濂洞車站的四號隧道，1977年因興建北部濱海公路而停用

深澳線沿線區域原本由日治時代昭和11年（1936年）由日本礦業株式會社完工營運，經基隆八尺門、八斗子、深澳至水湳洞（濂洞）的礦業鐵路，當時列車票價表里程表上印的是「基隆濱町」至「瑞芳街」，「濱町」即八尺門、目前舊漁會大樓一帶，「瑞芳街」就是水湳洞，並取水湳洞山上盛產金礦之金瓜石聚落，名為「金瓜石線」。戰後初期由臺灣金屬鑛業股份有限公司承接，但因財務狀況不佳、無力經營後，於1962年8月26日全線廢止。
台鐵另行新建由八斗子改彎向瑞芳接軌，路線標準較佳的深澳線。瑞芳－深澳段於1965年4月8日開通，並且開始辦理整車貨運；1967年8月25日延伸通車至水湳洞，兼辦客、貨運。
後來為配合北部濱海公路興建，海濱、濂洞兩站於1977年12月1日停止營運；次年1月11日海濱站恢復營運。但隨著道路完工後公路交通的競爭，全線最後仍於1989年8月21日停止辦理客、貨運，僅保留瑞芳站至深澳火力發電廠的區間，供運煤列車行駛。但因深澳火力發電廠進行拆除改建，自2007年9月6日起全面停止運煤業務，深澳線因而暫時停駛。
2008年將深澳坑冷凍廠旁的深澳線高架路段與汽機車路段合併並建造平交道，開始為復駛供八斗子國立海洋科技博物館聯外交通使用做準備，然而此時地方亦有利用其路基興建輕軌至基隆車站的見解，不過最後仍決定優先深澳線恢復客運，耗資新臺幣五千五百萬元改善路線標準，並於2014年1月9日起正式恢復營運載客。
2014年1月恢復客運初期每日開行20列次，區間為瑞芳－海科館。同年7月16日起，與平溪線直通運行，區間為海科館＝菁桐。雖然八斗子車站亦在此改善路線範圍內，但由於當地居民對站址有疑慮，經協調後確定在八斗子車站舊址復站。2016年12月28日正式恢復客運。
2019年，臺灣鐵路管理局與新北市政府合作的RAILBIKE啟用，使用深澳線停駛的八斗子站至深澳站區間，利用既有軌道設置鐵路自行車，全長1.3公里。
2020年12月，因瑞芳猴硐區間坍方，4日至14日間停駛，17日起因應瑞芳=猴硐間單線運轉，為降低列車運轉延誤時間及避免影響主線運行，營運區間改成瑞芳八斗子，與平溪線不直通運行。2021年2月恢復平溪線與深澳線直通運行。
2024年，因配合鐵道局辦理邊坡改善工程，海科館至八斗子段暫停營運，列車僅行駛海科館站為止，2025年1月15日改善工程完工並於同年2月26日恢復營運。

## 歷史
- 2007年9月6日：停駛前，因深澳火力發電廠所需煤原料的運輸需求，僅有運煤列車由台中市龍井區龍井儲煤場行駛至本線。
- 2014年1月9日：復駛後，由瑞芳－海科館間往來行駛。
- 2014年1月24日：因海科館車站附近居民抗議列車怠速的噪音和廢氣，同年稍早局部復駛的深澳線列車空車至八斗子車站折返。[9][10][11][12][13]
- 2014年7月16日起，臺灣鐵路管理局調整平溪線與深澳線直通運行，區間改為海科館－菁桐，仍然會到八斗子站折返[14][15]。
- 2016年11月：八斗子站以海與浪為意象進行建造，已於本月份完工[16]。
- 2016年12月28日起，八斗子車站正式啟用營運，並改以該站為起訖站。[17]。
- 2018年12月7日：八斗子車站可換乘Rail Bike至深澳車站[18][19]。
- 2020年12月17日：因應瑞芳猴硐區間坍方，為降低宜蘭線列車運轉延誤時間，瑞芳=猴硐間單線運轉，營運區間改為瑞芳－八斗子行駛，以減少支線列車進入瑞芳-猴硐區間[6]。
- 2021年2月3日，因瑞芳猴硐區間坍方修復完成，恢復雙線雙向通車，深澳線列車行駛區間恢復延伸至平溪線。
- 2024年4月9日：暫時停駛海科館至八斗子區間，深澳線暫時以海科館站為終點[7]。
- 2025年2月26日：海科館至八斗子區間恢復營運[8]。

## 使用車輛
- S400型柴電車：貨運時代牽引煤斗車列至深澳電廠之用。
- DHL100型柴液機車：貨運時代牽引煤斗車列至深澳電廠用。
- DR2100型柴油客車：1989年停駛前，客運時代的運輸主力。
- DR2400型柴油客車：1989年停駛前，客運時代的運輸主力。
- DR1000型柴油客車：2014年1月復駛後所使用的的區間車車輛。

## 車站一覽
深澳線自瑞芳站以西分歧後，北轉至八斗子，然後沿北海岸向東續行至濂洞；深澳站以東路線已拆除，以西至八斗子站路線已改為鐵路自行車道。
（註：車站等級：分為特等、一等、二等、三等、甲簡、乙簡、丙簡、簡易、招呼、號誌）
| 車站名稱          | 車站名稱  | 編號 | 營業 里程 瑞芳起 | 續接／交會路線 | 備註 | 所在地 | 所在地 | 所在地 |
| 中文 （國音電碼） | 英譯      | 編號 | 營業 里程 瑞芳起 | 續接／交會路線 | 備註 | 所在地 | 所在地 | 所在地 |
| ----------------- | --------- | ---- | ---------------- | -------------- | --- | ------ | ------ | ------ |
| 瑞芳 （ㄖㄈ）     | Ruifang   | 7360 | 0.0              |                | 深澳線起點；可轉乘宜蘭線、平溪線 | 新北市 | 瑞芳區 | 龍潭   |
| 海科館            | Haikeguan | 7361 | 4.2              |                | 在建館之初即計畫利用本線恢復客運業務。 | 基隆市 | 中正區 | 長潭   |
| 八斗子 （ㄡㄗ）   | Badouzi   | 7362 | 4.7              |                | 原名八斗子號誌站，原可轉乘金瓜石線至八尺門。2016年12月28日恢復營運，目前為深澳線終點站。位於新北市與基隆市交界處，是北台灣最北點海洋之車站 | 新北市 | 瑞芳區 | 深澳里 |
| 深澳 （ㄣㄠ）     | Shen'ao   |      | 6.0              |                | 至火力發電廠的路線在本站之前分歧；站體與周邊水泥柵欄仍存。台鐵及新北市政府利用八斗子至本站鐵道經營鐵路自行車。                             | 新北市 | 瑞芳區 | 深澳里 |
| 瑞濱 （ㄖㄅ）     | Ruibin    |      | 7.5              |                | 因擴增北部濱海公路，站體已拆除 | 新北市 | 瑞芳區 | 瑞濱里 |
| 海濱 （ㄏㄞ）     | Haibin    |      | 8.6              |                | 原名焿子寮；站體保存完整 | 新北市 | 瑞芳區 | 海濱里 |
| 濂洞 （ㄌㄢ）     | Liandong  |      | 12.3             |                | 原名水湳洞；站體已拆除 | 新北市 | 瑞芳區 | 濂洞   |

## 附註
1. ↑  . 交通部臺灣鐵路管理局. 2014-02-10  [2014-07-14]. （原始内容存档于2014-07-15） （中文）.
2. ↑  . 國立海洋科技博物館. 2012-11-22  [2014-01-28]. （原始内容存档于2018-02-14） （中文）.
3. ↑  . 聯合新聞網. 2014-02-20  [2014-02-20]. （原始内容存档于2014-02-23） （中文）.
4. ↑  . 聯合新聞網. 2015-12-16  [2015-12-16]. （原始内容存档于2019-06-22） （中文）.
5. ↑  .   [2018-11-06]. （原始内容存档于2019-06-13）.
6. 1 2  . 台鐵. 2020-1216  [2020-12-16]. （原始内容存档于2020-12-23）.
7. 1 2  . Newtalk新聞. 2024-03-15  [2024-03-15]. （原始内容存档于2024-03-27） （中文（臺灣））.
8. 1 2  胡瑞玲. . 聯合報. 2025-02-25  [2025-02-25] （中文（臺灣））.
9. ↑  . 人間福報. 2015-03-31  [2015-07-17]. （原始内容存档于2015-07-20）.
10. ↑  . 聯合報. 2014-01-28  [2014-02-03]. （原始内容存档于2014-01-28）.
11. ↑  . 人間福報. 2014-01-09  [2014-02-03]. （原始内容存档于2020-08-07）.
12. ↑  . 中國時報. 2014-02-20  [2014-03-24]. （原始内容存档于2019-06-11）.
13. ↑  . 自由時報. 2015-02-27  [2015-02-27]. （原始内容存档于2019-06-14）.
14. ↑  . 聯合新聞網. 2014-05-05  [2014-05-07]. （原始内容存档于2014-05-08） （中文）.
15. ↑  . 交通部臺灣鐵路管理局. 2014-07-16  [2014-06-20]. （原始内容存档于2014-06-28） （中文）.
16. ↑  . 自由時報. 2016-11-15  [2016-11-15]. （原始内容存档于2018-01-06）.
17. ↑  . 交通部臺灣鐵路管理局. 2016-12-24  [2016-12-24]. （原始内容存档于2016-12-25） （中文）.
18. ↑  .   [2020-11-13]. （原始内容存档于2021-01-24）.
19. ↑  .   [2020-11-13]. （原始内容存档于2020-11-19）.
20. ↑  . 聯合新聞網. 2014-02-20  [2014-02-20]. （原始内容存档于2014-02-23） （中文）.
21. ↑  .   [2015-05-31]. （原始内容存档于2013-06-02）.

## 外部連結
- 深澳線鐵路路線圖（含廢止路線） - Google地圖 （页面存档备份，存于）
- 交通部鐵道局 （页面存档备份，存于）
- 交通部臺灣鐵路管理局 （页面存档备份，存于）
- 深澳線 （页面存档备份，存于）
- 【時光土場】深澳線末段舊線跡踏查（八斗子=海濱）